# Tratado de Versalles (1758)
El Tratado de Versalles (también conocido como Tercer Tratado de Versalles) fue un tratado firmado en 1758 entre el Reino de Francia y la monarquía imperial de los Habsburgo, en el contexto de la Guerra de los Siete Años.

## Los Tratados de Versalles de 1756 y 1757
El Tratado de Westminster entre el Reino de Gran Bretaña y Prusia, principal aliado de Francia, pilló desprevenida a la Corte francesa, y aunque Luis XV intentó reconducir la situación, la negativa prusiana forzó a Francia a acercarse a Austria, antiguo aliado británico, mediante un tratado (Primer Tratado de Versalles firmado 1 de mayo de 1756) que garantizaba la neutralidad francesa en el conflicto entre Prusia y Austria.
Ante la amenaza que suponía Austria, en el otoño de 1756, sin previa declaración de guerra, el ejército prusiano invadió Sajonia y ocupó aquel territorio; luego penetró en Bohemia, que era parte de los territorios de los Habsburgo. Este ataque prusiano obligó a Austria reforzar sus relaciones con Francia mediante el Segundo Tratado de Versalles (1 de mayo de 1757) que tenía carácter de alianza militar. 
Según este segundo tratado, Austria cedería los Países Bajos austriacos a Francia, con la intención de situar en el trono a un miembro de la dinastía Borbón española, Felipe de Parma; a cambio esta apoyaría a Austria con tropas y fondos. Francia reconocería la anexión de Silesia a Austria. El Tratado se hizo extensivo al Imperio ruso, Suecia y Sajonia, a los que confirmaba el reparto de Prusia tras la guerra.

## Tercer Tratado
El Tercer Tratado suponía la reafirmación de los dos primeros, y un reforzamiento moral de la alianza antiprusiana formada por Francia, Austria, Sajonia, Austria y el Imperio ruso con el objetivo, no solo de derrotar a Prusia sino también de destruirla y repartirse sus territorios entre los vencedores.
Sin embargo en este nuevo acuerdo se revocó la cláusula referente a la entrega de los Países Bajos austríacos a Francia, ya que estos permanecería en poder de Austria tras la guerra.
- Datos: Q1537392